# یواس‌اس وارن (۱۷۹۹)
یواس‌اس وارن (۱۷۹۹) (به انگلیسی: USS Warren (1799)) یک کشتی بود.